# Ares V
Az Ares V (korábban CaLV, Cargo Launch Vehicle, azaz Teher-indító Jármű) tervezett nehéz hordozórakéta lett volna, az Ares hordozórakéta-család legnehezebb tagja, mellyel nagy tömegű terhet terveztek a világűrbe juttatni. A Constellation programot, és ezen belül az Ares hordozórakéták fejlesztését 2010 januárjában törölték.
A rakéta első fokozatát a Space Shuttle hajtóanyag-tartályából fejlesztették, a második fokozat pedig a Saturn V J–2 hajtóművét használta volna. A rakétát kiegészítették két, szilárd hajtóanyagú gyorsítórakétával is, melyet a Space Shuttle gyorsítórakétájából fejlesztenek tovább.
A Constellation program Holdra juttatandó terhei mellett a tervek szerint számos űrtávcső és űrszonda indítását tervezték volna a hatalmas teherbírású rakétával: a James Webb űrtávcső utódját, a 16 méteres ATLAST vagy a 8 méteres Monolithic Space Telescope űrtávcsöveket, a SAFIR infravörös űrtávcsövet, a Gen-X röntgen-űrtávcsövet, a Neptune Orbiter Neptunusz-, valamint a Titan Explorer Titán-szondát.